# 그 여자 그 남자 (텔레비전 프로그램)
《그 여자 그 남자》는 대한민국의 채널A의 프로그램이다. 남녀 간에 일어나는 갈등과 이에 대한 해법을 제시하는 프로그램이다.

## 방송 시간
- 2011년 12월 3일 ~ 2013년 5월 11일 : 토요일 오후 9시 50분